# Saint-Vincent-des-Prés, Saône-et-Loire
Saint-Vincent-des-Prés là một xã ở tỉnh Saône-et-Loire trong vùng Bourgogne-Franche-Comté nước Pháp.

## Thông tin nhân khẩu
Theo điều tra dân số năm 1999, xã này có dân số 112 người.
Con số ước tính năm 2005 là 117 người.